# Anton Stroz

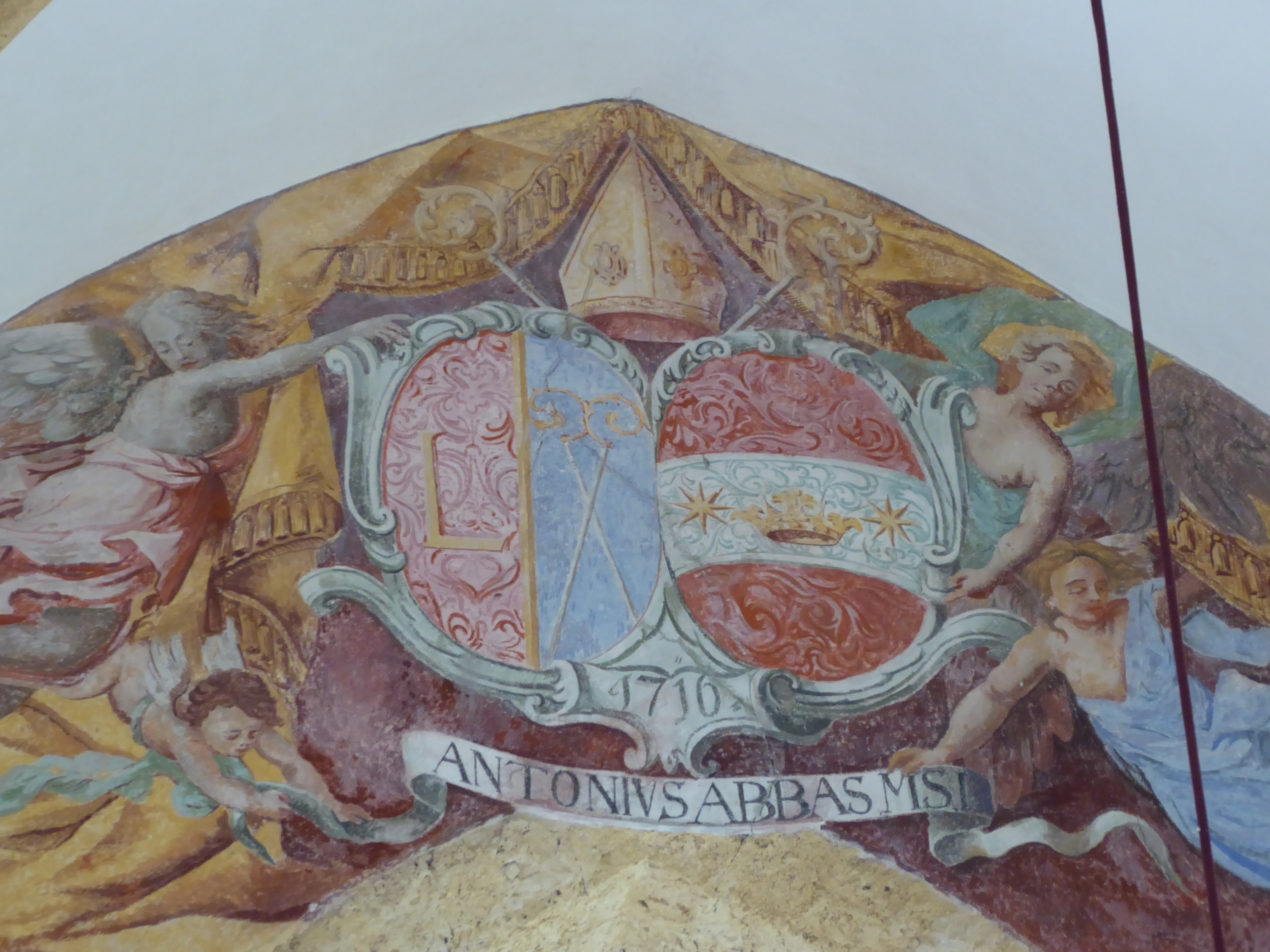
Abtswappen von Anton Stroz in der Filialkirche Seewiesen

Anton Stroz OSB (auch Strotz oder Strolz; * 6. Dezember  1656 in Graz; † 28. November 1724 in St. Lambrecht) war ein österreichischer Ordenspriester des Benediktinerordens, Philosophieprofessor der Benediktineruniversität Salzburg und Abt des Klosters Stift St. Lambrecht in der Steiermark.

## Leben
Anton Stroz wurde als Sohn von Elias und Maria Stroz in Graz geboren. Er trat mit 20 Jahren in das Benediktiner-Stift St. Lambrecht ein. Stroz studierte Theologie und Philosophie in Padua und Rom und empfing die Priesterweihe.
Nach seiner Rückkehr aus Italien wurde er Leiter der Studienanstalt und der Novizenausbildung in St. Lambrecht. Er lehrte in weiterer Folge Philosophie im Schottenkloster Wien und wurde 1694 Universitätsprofessor für Philosophie an der Universität Salzburg, wo er von 1695 bis 1696 Dekan der philosophischen Fakultät war.
Im Jahr 1707 wurde er zum Abt des mit einer halben Million Talern verschuldeten Stiftes St. Lambrecht in Steiermark gewählt. Durch seine ökonomischen Kenntnisse gelang es ihm, den Bankrott der Abtei  abzuwenden, die Klosterwirtschaft in einen soliden Betrieb umzuwandeln und die Schulden in Guthaben umzuwandeln. Abt Anton ermöglichte durch umsichtiges Wirtschaften seinem Nachfolger Kilian Werlein das Wirken als großer Kunstmäzen und Bauherr, u. a. den Bau des Neue Prälatur genannten barocken Gästetrakts und die Herstellung des Gnadenaltars in Silber der Basilika von Mariazell.
Stroz starb am 22. November 1724, „zu früh für das Wohl des Stiftes, aber reif für die Ewigkeit“.

## Werke (Auswahl)
- Anton Stroz, Johann Werlein: Compendium super universam physicam ad mentem Angelici Doctoris et Aristotelis. Verlag: Mayr, Salisburgi 1696.
- Anton Stroz, Conradus Edel: Quaestiones speculativo-moral. in logicam et metaphysicam Angelici Doctoris et Aristotelis. Salisburgum 1696.[2]